# Valadares Gaia FC (női csapat)
A Valadares Gaia FC női labdarúgó szakosztálya, melynek székhelye Vila Nova de Gaiában található.

## Játékoskeret
2023. január 29-től
| #  |     | Poszt | Név               |
| -- | --- | ----- | ----------------- |
| 1  | POR | K     | Carol             |
| 31 | USA | K     | Erin Seppi        |
| 33 | POR | K     | Bárbara Marques   |
| 2  | POR | V     | Ema Gonçalves     |
| 4  | POR | V     | Joana Monteiro    |
| 5  | POR | V     | Bruna Rocha       |
| 6  | USA | V     | Zoe Hudson        |
| 24 | POR | V     | Inês Queiroga     |
| 49 | POR | V     | Luana Doce        |
| 78 | POR | V     | Beatriz Barbosa   |
| 88 | USA | V     | Opal Curless      |
| 10 | POR | KP    | Cristina Ferreira |
| 14 | POR | KP    | Mariana Ferreira  |
| 18 | POR | KP    | Carolina Almeida  |
| 22 | POR | KP    | Leandra Pereira   |

| #  |     | Poszt | Név             |
| -- | --- | ----- | --------------- |
| 23 | USA | KP    | Emily Burke     |
| 27 | ESP | KP    | Cláudia Lima    |
|    | POR | KP    | Inês Freitas    |
|    | CAN | KP    | Julia Benati    |
|    | TTO | KP    | Asha James      |
|    | ENG | KP    | Elisha Sulola   |
| 7  | POR | CS    | Andreia Freitas |
| 8  | USA | CS    | Treva Aycock    |
| 9  | SWE | CS    | Grace Demir     |
| 11 | POR | CS    | Rita Machado    |
| 13 | POR | CS    | Betinha         |
| 16 | POR | CS    | Joana Neves     |
| 20 | USA | CS    | Gabriela Pelogi |
|    | POR | CS    | Inês Cardoso    |
|    | BRA | CS    | Júlia Oliveira  |

## Korábbi híres játékosok
| - Lúcia Alves - Inês Azevedo - Catarina Barradas - Francisca Cardoso - Rita Cheganças - Carla Couto - Patrícia Dias - Rita Dias - Edite Fernandes - Madalena Ferreira - Diana Gomes - Sara Granja | - Rosa Maria - Vanessa Marques - Micas - Carla Monteiro - Sara Monteiro - Isabel Osório - Leandra Pereira - Regina Pereira - Ana Rocha - Carolina Rocha - Neide Simões - Dani Veloso | - Amanda Visco - Rosane - Maria Luisa Schmidt - Verena Amorim - Karlee Pedersen - Mariana Díaz Leal - Chelsi Jadoo - Kleydiana Borges - Evy Pereira |

## Sikerek
- Portugál szuperkupa (1):
  - 2016